# Vídeňské svobodné listy
Vídeňské svobodné listy jsou českojazyčné noviny, které vycházejí v hlavní městě Rakouska, Vídni. Noviny vydává „Menšinová rada české a slovenské větve” v Rakousku jako zastřešující organizace sdružující krajanské spolky ve Vídni. Noviny vycházejí od ledna roku 1946 a navázaly nejen na tiskový orgán československé menšiny Vídeňské noviny, vycházející v letech 1934-1941, ale také na ostatní tiskoviny vydávané v před rokem 1941. Noviny vznikly na základě kooperace všech různorodých linií a názorových směrů v české a slovenské menšině.
Příspěvky dobrovolných redaktorů a přispěvatelů jsou v listech zveřejňovány formou pravidelných a občasných rubrik nebo samostatných článků. VSL vycházejí jednou za čtrnáct dní, kromě letního období (červenec – srpen) a vánočních svátků – Tří králů. Mají celkem 22 vydání ročně, převážně v rozsahu 8 i více stran. Odběratelé jsou hlavně ve Vídni, pak v Dolním Rakousku a v dalších spolkových zemích Rakouska, také v České republice, v Evropě i zámoří. VSL se opírají o širokou dobrovolnou spolupráci s desítkami dopisovatelů jak z jednotlivých spolků Čechů i Slováků ve Vídni, tak i z řad jednotlivců žijících v Rakousku a krajanů z vlasti. Příspěvky i fotografie jsou nehonorované.